# Rhinoclemmys diademata
Espèce
Synonymes
- Geoemyda punctularia diademata Mertens, 1954

Rhinoclemmys diademata est une espèce de tortues de la famille des Geoemydidae.

## Répartition
Cette espèce se rencontre :
- en Colombie dans le département de Norte de Santander ;
- au Venezuela dans les États de Mérida, de Táchira, de Trujillo et de Zulia.

## Publication originale
- Mertens, 1954 : Zur Kenntnis der Schildkrötenfauna Venezuelas. Senckenbergiana Biologica, vol. 35, no 1/2, p. 3-7.